# 沃卡蒂

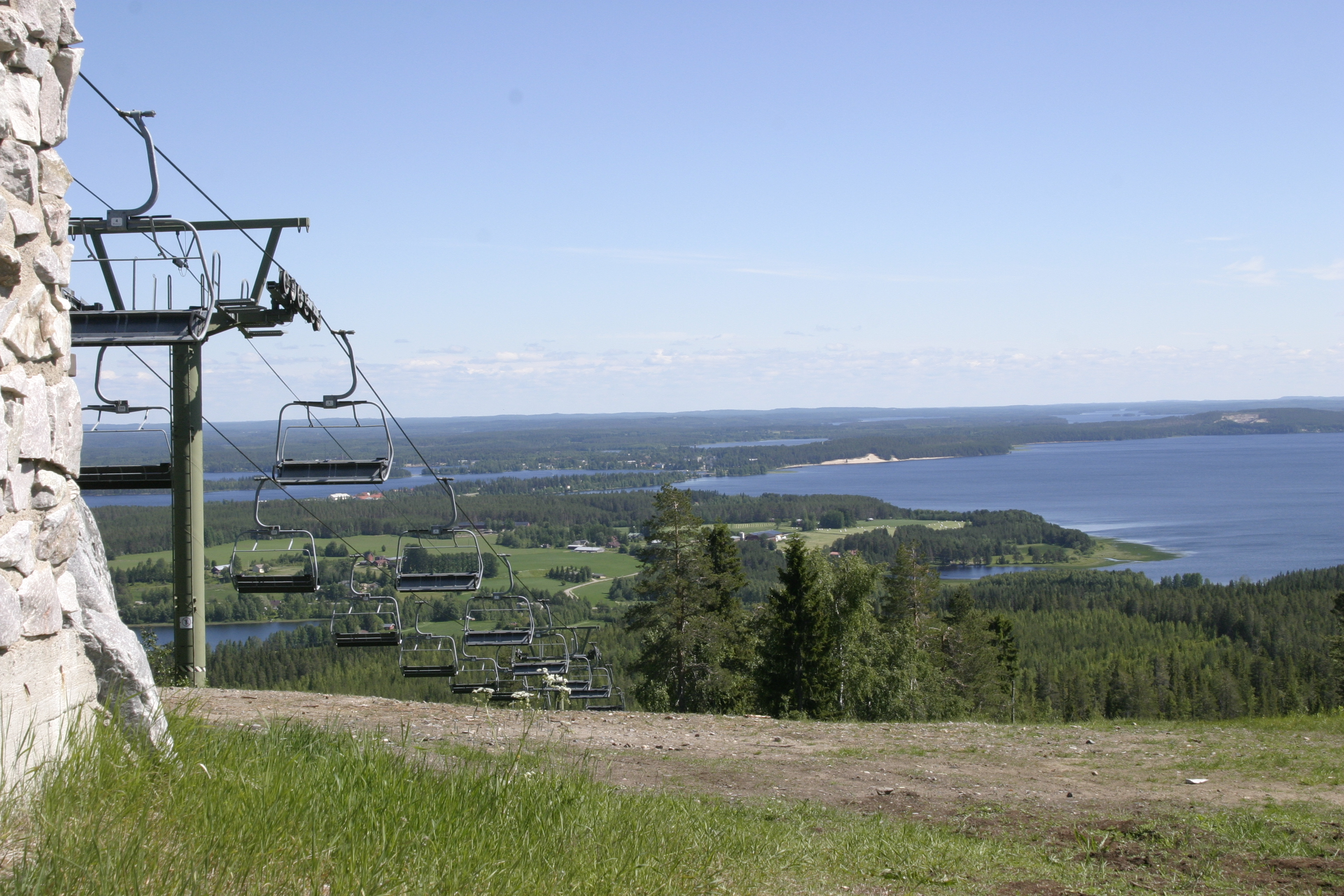
滑雪电梯

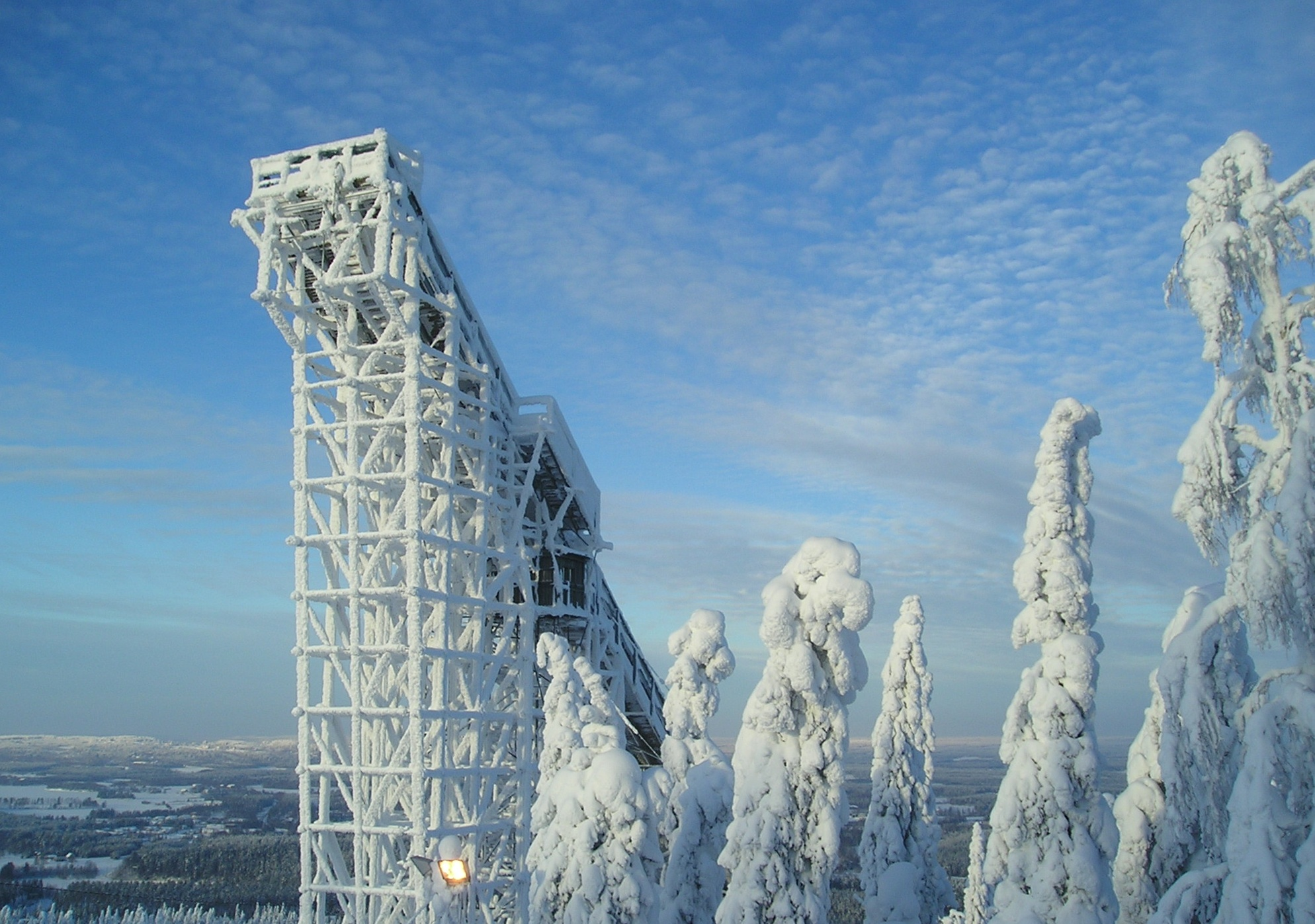
沃卡蒂山丘上的滑雪跳台

沃卡蒂（芬蘭語：Vuokatti）是芬兰凯努区索特卡莫市镇里的一个村庄、火车站及丘陵地带。
该地区最高的山丘为海拔345米高的波尔蒂山丘（Porttivaara），第二高的山丘为沃卡蒂山丘（Vuokatinvaara），其顶峰为大珀吕峰（Iso-Pölly）。
沃卡蒂里有沃卡蒂体育学校、滑雪中心、及建于1990年代初期的度假中心和水疗馆。在沃卡蒂也有一条可人工降温的滑雪隧道，所以在夏天的时候也可以滑雪。滑雪隧道是在1998年开通的。2007年也开张了一个以运动技术为重点的科技园。这里还有一个全年开放的单板滑雪隧道。
沃卡蒂火车站建于1926年，位于约恩苏－孔蒂奥麦基铁路线路上。